# Csak szex és más semmi
A Csak szex és más semmi 2005-ben készült színes magyar vígjáték.
A film főszereplője egy egyedülálló nő, aki folyamatosan csalódik a férfiakban, ezért elhatározza, hogy egyedül vállal gyereket.
Az alkotás címe az Egy csók és más semmi analógiájára született.
A film ötlete 2002-ben született meg Goda Krisztina fejében. A történetet először könyv formájában írta, ám a készítéskor a sztori jelentős változáson esett át. A rendezőnő szerint ez nem az amerikai szinglifilmek közé tartozik, ugyanis az ő alkotása kevésbé kommersz hangot üt meg, az alaptörténetet pedig még jóval a Bridget Jones-féle filmek hulláma előtt találta ki.
Goda bevallása szerint teljes mértékben fikciós sztoriról van szó, önéletrajzi indíttatás nem áll a könyv mögött, még a két társíró (Divinyi Réka és Heller Gábor) részéről sem.
A színházi belsőket Budapesten, a Broadway Színházban vették fel és a film többi jelenetét is Budapesten forgatták. Jellemző helyszínek: Andrássy út (eső), Dalszínház utca (erkélyjelenet), Nagymező utca (indulás a randira), Széchenyi fürdő (strandjelenet).
Érdekes momentum, hogy kezdetben nem Schell Judit és Csányi Sándor lettek volna a főszereplők, ugyanis Goda Krisztina először Zsófi, illetve Ali szerepét akarta rájuk osztani.

## Történet
|  | Alább a cselekmény részletei következnek! |

A történet főszereplője Dóra, a színházi dramaturg, akinek két nagy vágya van az életben: férjhez menni és gyermeket szülni.
Az első jelenetekben megismerhetjük vőlegényét, a gazdag ügyvédet, Andrást (Rátóti Zoltán). Dóra épp ellátogat hozzá az irodába, és nagy örömére a férfi egy gyűrűvel lepi meg. Mikor kezdenek belemerülni az enyelgésbe, csöngetnek. András azt mondja, hogy egy ügyfél jött hozzá, így Dórának el kéne tűnnie néhány percre. A férfi kirakja a félmeztelenre vetkőzött nőt az erkélyre, aki kétségbeesetten dörömböl az ajtón. Eközben egy erkéllyel arrébb Tamás (Csányi Sándor) beszél (feltehetően) az egyik barátnőjével, és azt hazudja neki, hogy most épp az autópályán van, és nem hallja, amit a nő mond neki, úgyhogy inkább leteszi a telefont. Ezután felfedezi Dórát, aki még mindig kinn ácsorog. A férfi felajánlja neki azt, hogy jöjjön át az ő lakásába. Dóra kénytelen-kelletlen belemegy a dologba, hisz már eléggé kínos helyzetben van így is, ráadásul már az útépítők figyelme is erőteljesen felé fordult. Miután átmegy Tamáshoz, elkér tőle valami ruhafélét, és átrohan szerelme lakásába. Kiderül, hogy az a fontos ügyfél, valójában András felesége, aki ráadásul terhes is, így hát Dóra teljesen magába zuhan.
A következő nap a színházban Choderlos de Laclos Veszedelmes viszonyok c. darabját próbálják, amelynek Dóra a dramaturgja. Paskó (Gesztesi Károly) bemutatja Dórának az új színészt, aki Valmontot fogja alakítani. Kiderül, hogy az új kolléga Tamás, akivel az előző nap találkozott. Tamás az olvasópróbán ott köt bele a darab szövegébe, ahol csak tud, de Dórát sem kell félteni, mert mindig elmésen visszavág neki. De ezzel még nem ér véget a kettejük közti viszály, mert Tamás a későbbiekben is felemlegeti a kínos kis közjátékukat. Az sem marad titokban, hogy Tamás nagy nőcsábász, és az előző színházából azért rúgták ki, mert lefeküdt az egyik rendezőnővel. És ez még nem minden, ugyanis hamarosan azt is megtudjuk (és később látjuk is), hogy a férfi egy napszemüveg reklámban szerepel, teljesen pucéran. Ez egy visszatérő motívummá válik a filmben.
Dóra még mindig bánkódik elvesztett szerelme miatt, de végül úgy dönt, egyedül vállal gyereket. El is megy egy spermabankba, de az ott látott donorok láttán visszariad ettől a tervtől. Az egyik nap Zsófival (Dobó Kata) beszélget arról, hogy kisbabát szeretne, de apa nélkül. Zsófi tanácsára hirdetést ad fel: "Szexistennő negatív AIDS teszttel rendelkező szexpartnert keres Csak szex és más semmi jeligére". A potenciális apajelöltekből nincs hiány, csakhogy hamar kiderül, hogy a hirdetésre nem épp a teremtés koronáinak legjobbjai jelentkeznek, ráadásul az egyetlen szóba jöhető férfit pont Zsófi csapja le a kezéről…
|  | Itt a vége a cselekmény részletezésének! |

## Szereplők
- Sárfi Dóra, dramaturg – Schell Judit
- Zsófi, színésznő – Dobó Kata
- Szatmári Tamás, színész, reklámarc – Csányi Sándor
- Paskó, a színház főrendezője – Gesztesi Károly
- Péter, zenész – Seress Zoltán
- Ali, török kebabárus – Czapkó Antal
- András, ügyvéd, Dóra nős szeretője – Rátóti Zoltán
- András felesége – Balogh Anna
- Tivadar, színész – Sinkó László
- Margitka, súgónő, Tivadar felesége – Martin Márta
- Saci, színésznő – Jordán Adél
- Máramarosi, esküvőiruha-eladó – Pelsőczy Réka
- Makai, újságíró – Csiszár Jenő
- BKV-ellenőr – Nagy Zsolt
- Szexhirdetésre jelentkező vallási szektatag – Bicskey Lukács
- Charlie, Zsófi szexpartnere – Konta „Puby” Sándor
- Szabó néni, Dóra szomszédja – Várnagy Katalin
- Lajos, meleg autogramkérő fiú az uszodában – Kemény Gábor
- Járdaépítő munkás a Dalszínház utcában – Domokos László
- Dóra anyja – Dániel Vali
- Pap az esküvőn – Verebély Iván
- Misi, Dóra potenciális, Dosztojevszkijt olvasó, terhelt családi háttérrel rendelkező spermadonorjelöltje az uszodában – Szatmári Attila
- András szomszédja a Dalszínház utcában – Szilágyi István
- Doktornő a kórházban – Zsurzs Kati
- Pista bácsi, portás – Baranyi László
- Taxis – Bocskor-Salló Lóránt
- Andrásnak a Dóra hajnali szerenádjától feldühödött szomszédja a Dalszínház utcában – Németh László
- színházi ügyelő – Szűcs Sándor

## Kritika
Goda Krisztina első filmje szórakoztatóan szellemes, jó ritmusban, elegánsan tálalja egy vonzó külsejű, sikeres, jómódú harmincas nő párkereső kalandjait. A sztori ügyesen felépített: a főhősnő az általa színpadra írt darab, a Veszedelmes viszonyok próbáitól a bemutatóig eltelő hetekben egyszerre három férfival bonyolódik ilyen olyan érzelmi kapcsolatba. Laclos szerelmi intrikákról szóló örök érvényű műve szellemesen rímel Dóra szerelmi odisszeájára. A film könnyed, elegáns stílusát a gyorsan pergő (nem kapkodó vagy elnagyolt) tempó erősíti. S persze a kitűnő szereplőgárda. Schell Judit bűbájosan csetlik-botlik, merül el önsajnálatában vagy éppen elszántan próbál végigcsinálni valami őrültséget. Társa mindebben legjobb barátnője, a gyönyörű színésznő, Zsófi. A figura megformálása Dobó Kata óriási ziccere: figurája kicsit hisztis, kicsit önző, olykor felháborítóan önző s Kata, illetve Zsófi ezzel együtt mindvégig magáénak tudhatja a néző rokonszenvét. A szívtipró, vidéki bonviván, a meztelen hátsóját óriásplakáton közszemlére bocsátó Tamás szerepében Csányi Sándor ugyanolyan szeretetre méltó, különösen, amikor lassacskán kiderül, hogy nem is olyan…

## Nézettség
A nézettségi adatok szerint 404 900 jegyet adtak el rá. Egy kevésbé hiteles alternatív forrás szerint a nézőszám 437 638 volt.

## A film díjai
- 37. Magyar Filmszemle (2006) – Legjobb férfi alakítás: Csányi Sándor
- 37. Magyar Filmszemle (2006) – Forgatókönyvírói díj: Goda Krisztina, Divinyi Réka, Heller Gábor
- Legjobb magyar betétdal: "Boldogság, gyere haza!" (2006) – VOXCar-díj: Keresztes Ildikó, Dancsák Gyula, Miklós Tibor